# Fundació Europea de la Ciència
La Fundació Europea de la Ciència (en (anglès)  European Science Foundation, les sigles del qual són ESF) és una associació composta per 72 organitzacions dedicades a la investigació científica en 30 països d'Europa. És una organització independent, no governamental, sense ànim de lucre que facilita la cooperació i la col·laboració en la investigació i desenvolupament a Europa, la política de la ciència europea i l'estratègia de la ciència. Va ser establerta el 1974. Les oficines del FSE són a Estrasburg, França (seu), i a Brussel·les i Oostende, Bèlgica.
Les organitzacions membres del FSE realitzen tasques d'investigació i finançament de recerca acadèmica, organitzacions i societats científiques de tot Europa. En conjunt, representen un finançament anual de prop de 25 € mil milions.
La Fundació Europea de la Ciència concedeix cada any el Premi Europeu Latsis

## Activitats
El FSE proporciona una plataforma per a la prospectiva i la creació de xarxes de recerca a nivell europeu i mundial per les organitzacions membres del FSE. Les activitats del FSE s'organitzen al voltant de tres bases d'operacions: estratègia, la sinergia i la gestió. D'acord amb el seu pla estratègic i la missió, la Fundació Europea de la Ciència porta a terme programes d'estudis de prospectiva de la ciència, els programes per millorar la sinergia ciència, com els programes de xarxes d'investigació i projectes de col·laboració de recerca per als científics europeus, i les activitats dedicades a la gestió de la ciència, com la prestació de serveis administratius a independent comitès científics i altres organitzacions.

## Directors de la ESF
- 1974-1979 Lord Flowers
- 1980-1984 Hubert Curien
- 1985-1990 Eugen Seibold
- 1991-1993 Umberto Colombo
- 1994-1999 Sir Dai Rees
- 2000-2005 Reinders van Duinen
- 2006-2007 Ian Halliday
- 2007 John Marks
- 2008–2011 Marja Makarow[2][3]
- 2012- Martin Hynes[4]